# Quartier Sapins - Châtelet - Lombardie
L'ensemble Sapins - Châtelet - Lombardie est l'un des douze quartiers de Rouen. « Communauté de quartiers » surplombant la rive droite de Rouen, l'ensemble est officiellement réuni par la municipalité sous l'appellation « Hauts-de-Rouen » après les émeutes de 1994 au Châtelet. Le quartier de la Grand'Mare y a été également rattaché.

## Introduction
Socialement, historiquement et géographiquement, les Vieux-Sapins, le Châtelet (les « Sapins ») et la Lombardie étaient des quartiers  distincts sur ce qu'il était convenu d'appeler, jusqu'en 1995, « le Plateau » (de Rouen). Le Plateau n'avait d'unité que par sa division administrative : jusqu'au redécoupage de 2014, il correspondait en effet, avec le quartier résidentiel Jouvenet - situé dans le centre-ville -, au cinquième canton de Rouen.
Les architectures respectives, très différentes, reflètent ces distinctions sociales, historiques et géographiques: ainsi, les « Vieux-Sapins », cité-jardin très aérée des années 1920, sont composés de pavillons-cottages imités du modèle anglais; l'architecture aux détails décoratifs soignés, principalement en briques et en meulière, n'a aucun rapport avec celle des Sapins (le Châtelet), laboratoire brutaliste en béton brut des années 1960.

## Histoire de la Grand'Mare

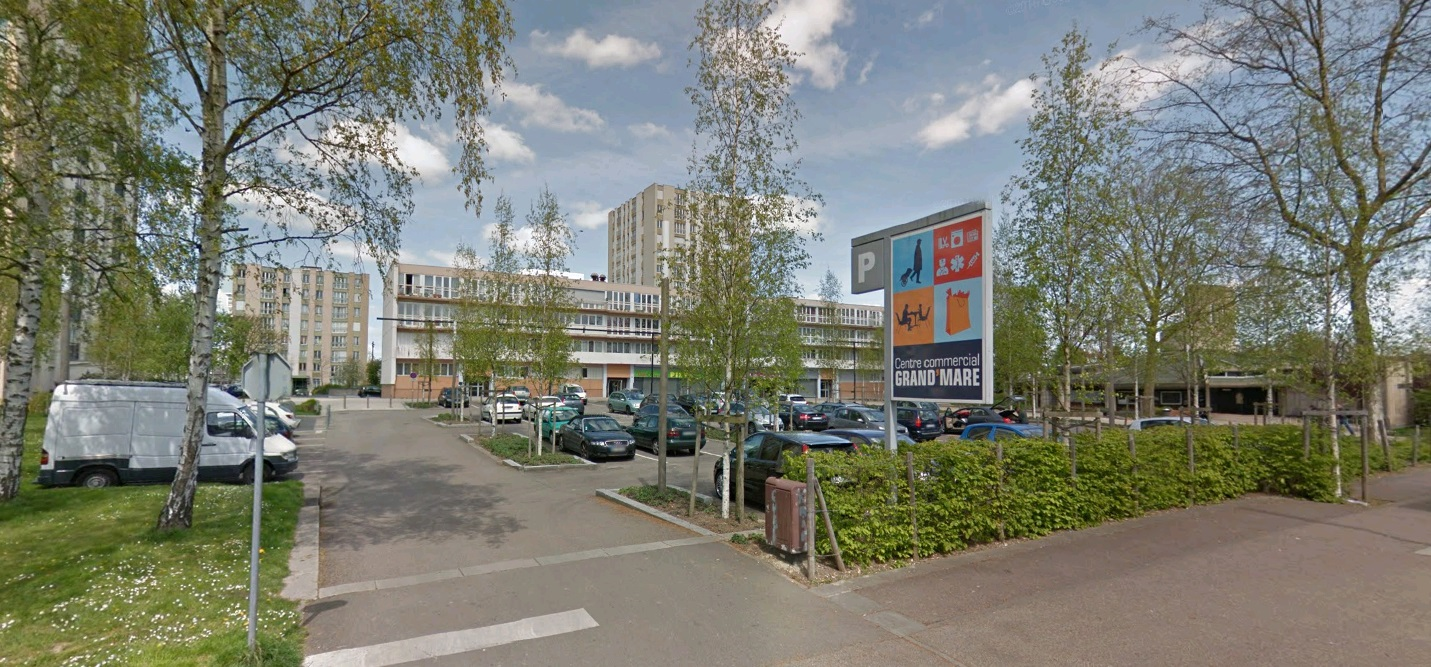
Quartier Grand'Mare.

## Histoire de la Lombardie
Aucune

## Histoire du Châtelet («Les Sapins»)
Le premier bâtiment « brutaliste » (en béton brut), construit en 1959 - la « Banane » - est au cœur d'un ensemble décrit comme « à forte criminalité » dès 1969. En 1977, dans son Atlas et géographie de la Normandie, le géographe et urbaniste français Armand Frémont, théoricien du concept d'« espace vécu », considère que le quartier est une illustration parfaite d'espace aliéné. Il condamne l'inhumanité des « grands immeubles de béton » des « Sapins » (le Châtelet) et déclare qu'ils « montrent bien comment la civilisation industrielle sait souvent mieux traiter ses usines que ses travailleurs. »
Du milieu des années 1980 à la fin des années 1990, les « Sapins » (le Châtelet) sont couramment décrits comme un des quartiers les plus criminels de France, voire, au sommet de leur réputation, comme le quartier le plus dangereux, talonné seulement pour la violence par le Clos Saint-Lazare, quartier de la ville de Stains en Seine-Saint-Denis. Il est évalué « degré 8 » (le degré le plus élevé) sur l'échelle de la criminalité élaborée par la commissaire divisionnaire Lucienne Bui-Trong, de la Direction centrale des Renseignements généraux, qui explique :
« Les Sapins, c'est 21 000 habitants, 45 % de chômage, c'est 85 % des jeunes qui sont au chômage, c'est un millier de logements vacants, c'est les rodéos, c'est le fléau des voitures brûlées qui sont un ensemble d'éléments qui nous permettent de qualifier les quartiers… Le Châtelet c'est le quartier le plus difficile actuellement en France. D'ailleurs, ce n'est pas un hasard, si le Châtelet et la Lombardie sont les deux sites contrat de ville pour les Hauts-de-Rouen… Si j'ai un regard absolu à pointer sur un quartier sensible, c'est encore le Châtelet et aussi le Château blanc (Quartier HLM dégradé de la commune de Saint Etienne du Rouvray dans l'agglomération rouennaise). »
En 1994, trois jours d'émeutes mettent le Châtelet à sac après qu’un délinquant au volant d'une voiture volée, lancée à pleine vitesse sur des gendarmes eut été abattu par l'un d'entre eux le 26 janvier à Val-de-Reuil. Trois jours d’émeute s’ensuivent durant lesquels une centaine de casseurs cagoulés « incendient des voitures, pillent les magasins et molestent les commerçants ». Les images des émeutes serviront au générique du film de Mathieu Kassovitz, La Haine, qui sort l'année suivante.
En 1995, le maire  UDF de Rouen François Gautier, successeur de Jean Lecanuet, décide de noyer les Sapins dans une « communauté de quartiers » que la municipalité baptise « les Hauts de Rouen », toponyme qui jusque-là avait désigné un lieu-dit du centre-ville traversé par la rue Roulland-Le-Roux. Ce changement de nom ne suffit pas à restaurer l'ordre aux Sapins ; l'échec des « Hauts de Rouen » joue alors en faveur du Parti socialiste et contribue à assurer la victoire d'Yvon Robert aux élections municipales.
Dès 1996, deux quartiers des « Hauts-de-Rouen », le « Châtelet » (c'est-à-dire les « Sapins ») et la « Lombardie » sont classifiés en zones urbaines sensibles, du fait qu'ils sont « caractérisés par des handicaps géographiques, économiques et sociaux », et par conséquent placés sous contrats de ville.
En 2004, un « projet de rénovation urbaine » voit le jour qui prévoit de raser une grande partie des Sapins (Châtelet). La « restructuration » du quartier du Châtelet est inscrite au « Grand projet de ville », à la suite de quoi la SA d'HLM Immobilière Basse Seine fait procéder à la démolition d'une majorité de barres et de tours entre 2010 et 2012.
Tours de 10 étages (33 mètres de hauteur) détruites :
- Résidence Farman[13] (≈1960-2007);
- Résidence Giraudoux[14] (≈1960-2008)
  - remplacé par l'îlot Giraudoux de 2012[15]
- Résidence Huysmans[16] (≈1960-2007)
  - remplacé par l'îlot Huysmans de 2014[17]

En octobre 2015 est publié un projet de territoire du quartier prioritaire des Hauts-de-Rouen qui prône à un horizon 2030 la « diversification de l'habitat » et la « diversification des objectifs de mixité pour le parc social ».

## Monuments
- église Saint-Jean-Eudes (1927) de style néo-byzantin (architecte Robert Danis ; vitraux de Bernard Legrand), située aux Vieux-Sapins, quartier limitrophe mais différent des Sapins (le Châtelet)
- Cité ouvrière des Sapins, rue Albert-Dupuis, créée par la société du Foyer ouvrier de Rouen (1922-26)[19],[20].
- La Banane, grand ensemble H.L.M. réalisé par l'architecte urbaniste Henri Tougard en 1959. Immeuble de 300 m de long avec 200 logements, il est le plus long d'Europe[21].
- église Saint-François-d'Assise des Sapins[22] (1964), réalisée par l'architecte André Robinne et le maître verrier Bernard Legrand pour les vitraux.
- château d'eau des Sapins (le Châtelet)

## Les Sapins et la photographie
En 1971, les Sapins (le Châtelet) ont été le premier sujet exploité par le photographe français Jean Gaumy, aujourd'hui membre de l'Institut de France, avant même qu'il n'ait rejoint les agences Gamma, puis Magnum. Il légende la première photo de sa série : « Quartier des Sapins. Ce quartier est considéré comme la banlieue dure des plateaux qui environnent Rouen (Seine-Maritime). »